# Racomitrium nigritum
Racomitrium nigritum là một loài Rêu trong họ Grimmiaceae. Loài này được A. Jaeger mô tả khoa học đầu tiên năm 1874.